# Luqman ibn Sàyyid Hussayn al-Aixurí al-Hussayní al-Urmawí
Luqman ibn Sàyyid Hussayn al-Aixurí al-Hussayní al-Urmawí fou un historiador i poeta turcopersa del segle xvi, originari d'Urmia però la família o ell van emigrar a l'Imperi Otomà. Va morir el 1601/1602. Dels seus escrits s'ha considerat especialment les miniatures que els il·lustren. Com a poeta de la cort té tendència a glorificar a la dinastia. Va deixar nombroses obres entre elles la Zafar-nama o Història del soldà Solimà als seus darrers anys (1561-1566) en vers.